# Batrachotoxin
Batrachotoxin je silný a rychle působící kardiotoxický a neurotoxický steroidní alkaloid, používaný indiány Noanamá Chocó a Emberá Chocó ze západní Kolumbie k lovu (slouží k výrobě otrávených šipek do foukaček). Nachází se v některých druzích jihoamerických žab čeledi pralesničkovitých (Dendrobatidae), brouků čeledi bradavičníkovitých (Melyridae) a ptáků rodu Pitohui (pištec), například pištci černohlavém. Dalším ptačím druhem, v jehož peří se jed nachází, je kosovec šoupálčí (Ifrita kowaldi).

## Toxicita
Batrachotoxin je jedním z nejúčinnějších jedů vůbec. Extrapolací letální dávky LD50 pro krysy se letální dávka tohoto alkaloidu pro člověka odhaduje na 1 až 2 µg/kg. Smrtelná dávka pro průměrného člověka může tedy být přibližně 100 µg, tedy ekvivalent váhy dvou zrnek jemné kuchyňské soli. Batrachotoxin je zhruba patnáctkrát účinnější než kurare.

## Přírodní zdroje
Batrachotoxin je vylučován v bezbarvých, nebo mléčně zabarvených sekretech, žlázami umístěnými na zádech a mezi ušima žab čeledi pralesničkovitých (Dendrobatidae). Samotné jedovaté žáby jed neprodukují. Během milionů let došlo k uzpůsobení žabích receptorů tak, že se staly necitlivými na jed. Věří se, že žáby v jejich přirozeném prostředí získávají jed pojídáním mravenců a ostatního hmyzu, který jed získává z rostlinných zdrojů. Jed byl nedávno objeven v broucích, kteří jsou pravděpodobným zdrojem jedu u žab a ptáků.
Životní prostředí jedovatých žab jsou teplé oblasti Střední Ameriky a jižní Ameriky, kde relativní vlhkost vzduchu překračuje 80 %. Ze tří druhů, ve kterých se nachází batrachotoxin – pralesnička strašná (Phyllobates terribilis), pralesnička zlatopruhá (Phyllobates aurotaenia) a pralesnička dvoubarvá (Phyllobates bicolor) – je nejjedovatější pralesnička strašná.
Žáby chované v zajetí jed nevytvářejí, a tak s nimi může být zacházeno bez rizika.

## Léčba
V současnosti neexistuje pro léčbu otravy batrachotoxinem žádný účinný protijed. Batrachotoxin je společně s veratridinem, akonitinem a grayanotoxinem v tucích rozpustným jedem, který mění iontovou selektivitu sodíkových kanálů. Odolnost vůči jedu umožňuje protein N1584T.